# Carl Dippell
Carl Eduard Dippell (né le 10 octobre 1855 à Viipuri - mort le 30 décembre 1912 à Nice) est un architecte finlandais représentant le style éclectique,.

## Galerie

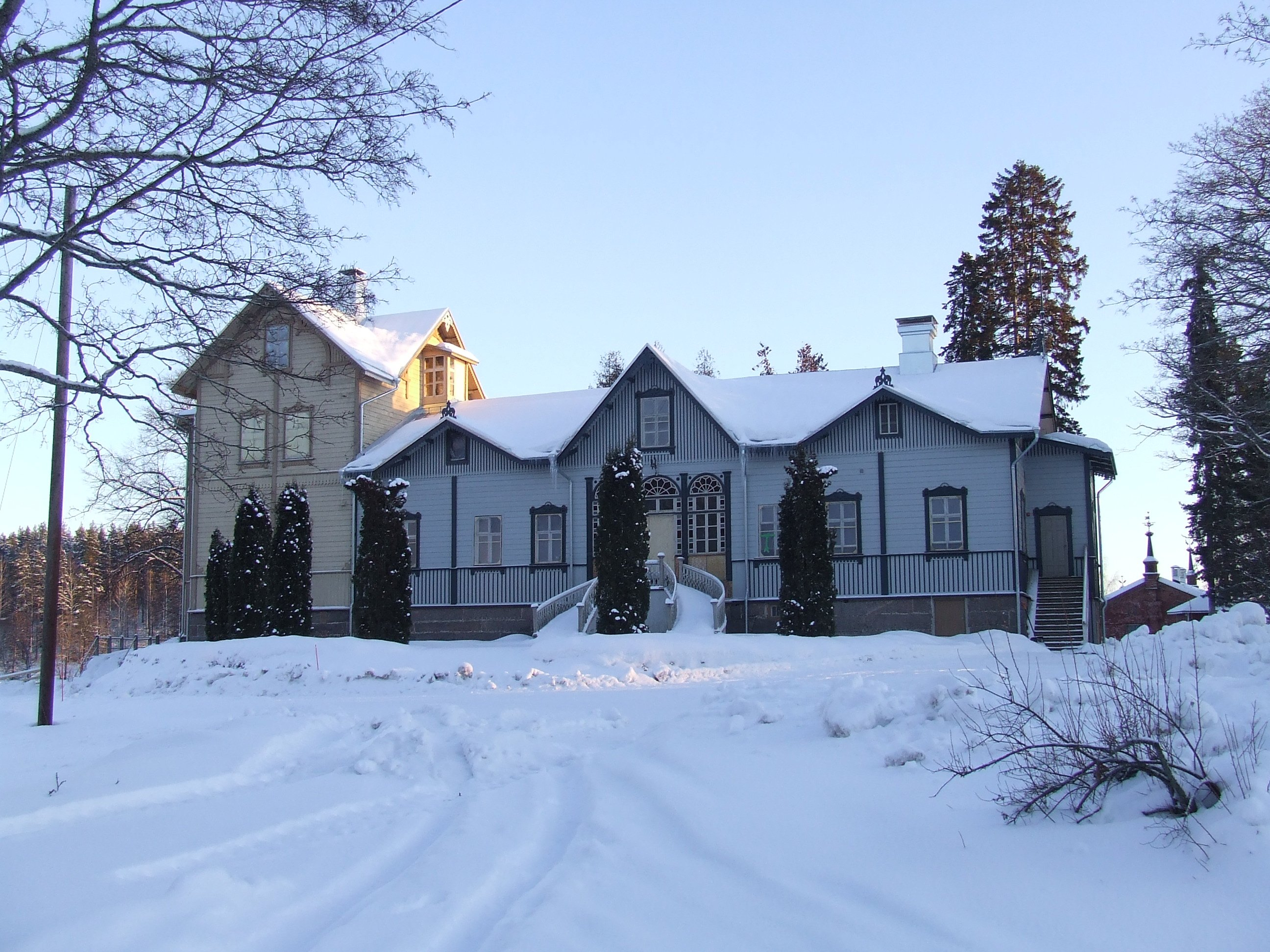
"Patruunan pytinki", Kouvola
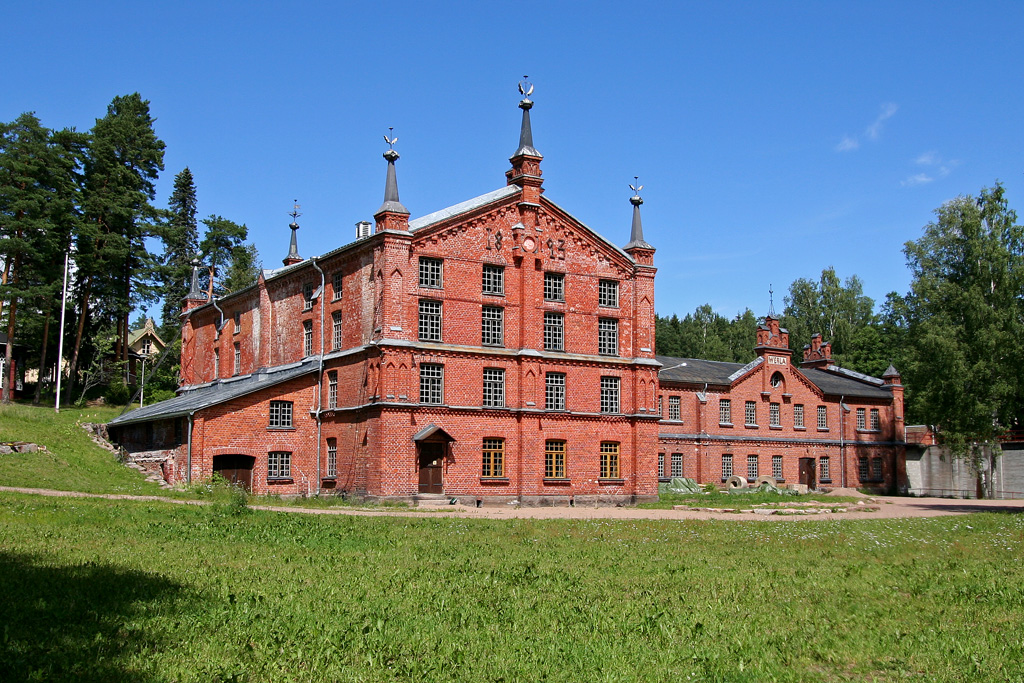
Musée Serla 1893
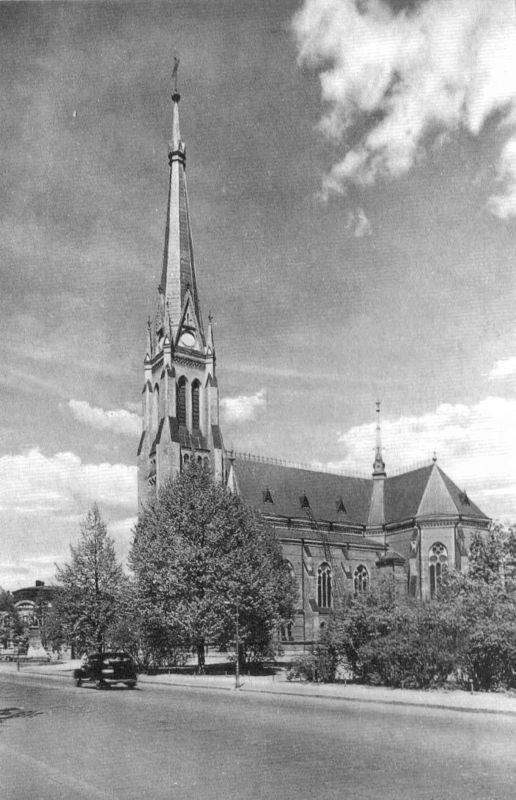
Cathédrale de Viipuri, 1893
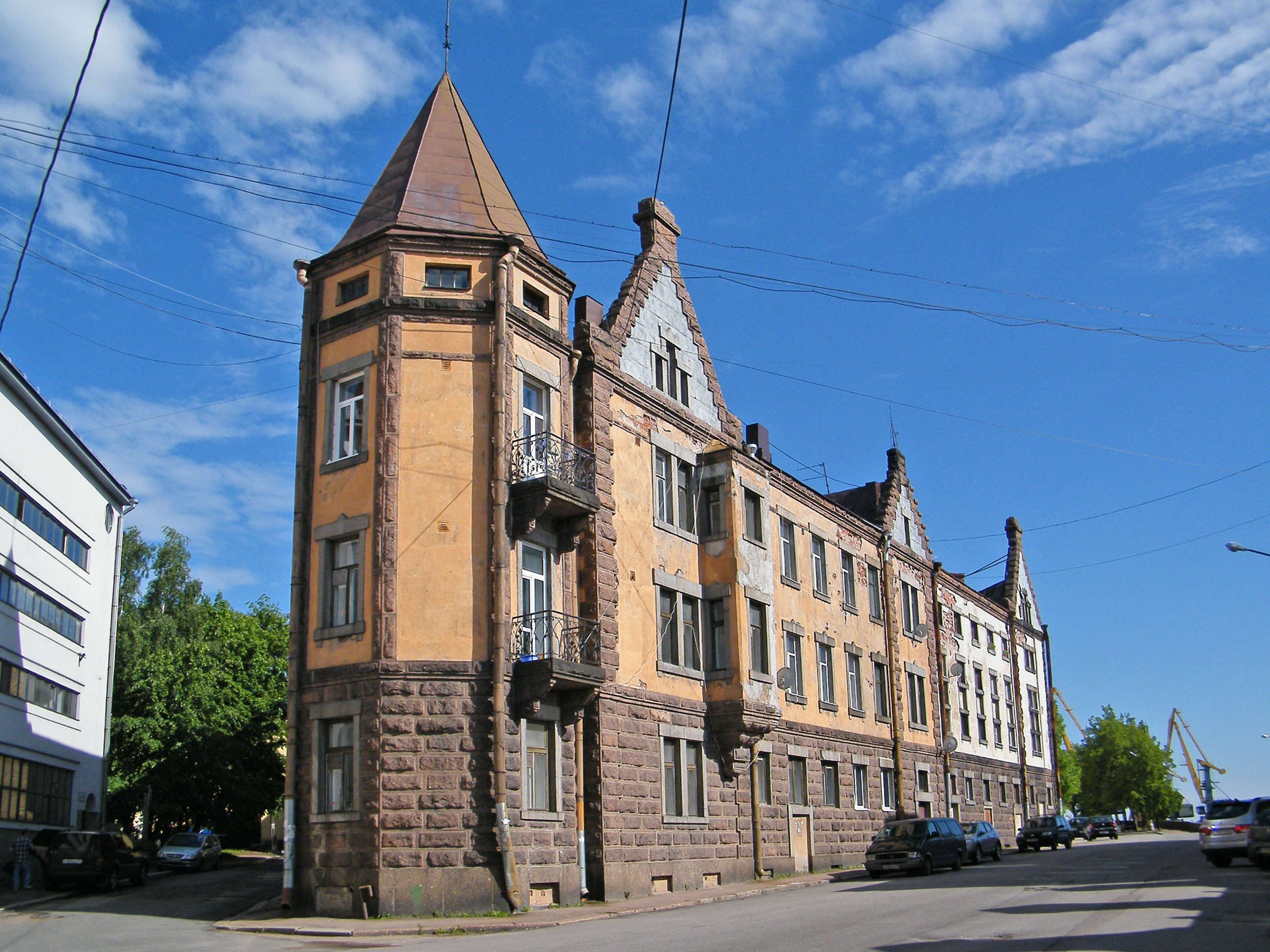
Maison d'habitation, Viipuri, 1898
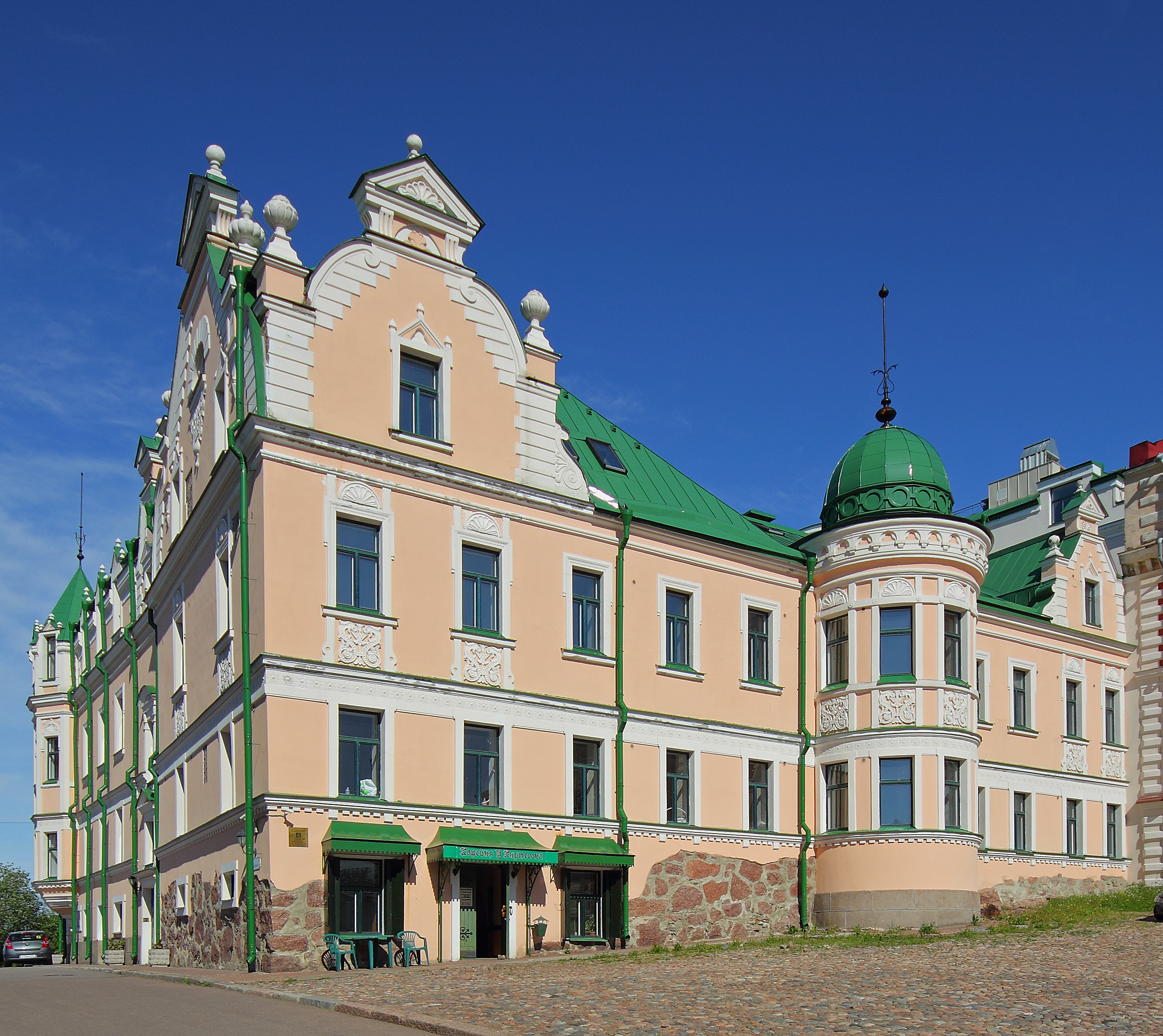
Maison de la place Ratouchnaya, Viipuri 1897